# Alar del Rey
Alar del Rey is een gemeente in de Spaanse provincie Palencia in de regio Castilië en León met een oppervlakte van 57,91 km². Alar del Rey telt 982 inwoners (1 januari 2016).